# Narrenturm
Narrenturm es una novela que combina historia y fantasía escrita por el autor polaco Andrzej Sapkowski y ambientada en las guerras husitas del siglo XV. Se trata del primer tomo de la Trilogía husita. Fue traducida al castellano en 2009.
Aunque la premisa es esencialmente histórica, con algunos personajes y lugares reales, incluye elementos de fantasía, magia y personajes no humanos. La palabra Narrenturm se traduce como «La Torre de locos», haciendo referencia a las dependencias en las que se aislaba, durante la Edad Media, a las personas con enfermedades raras y enfermos mentales.

## Sinopsis
El protagonista, Reinmar de Bielau, llamado Reynevan, es un noble procedente de Silesia y médico alquimista, además de amigo de muchos trovadores y minnesänger. A causa de una mujer es perseguido por la poderosa familia, los Sterz. y Reynevan huye por Europa central. 